# Tomáš Jirsák
Tomáš Jirsák (* 29. Juni 1984 in Vysoké Mýto) ist ein tschechischer Fußballspieler, der ab der Saison 2015 für Irtysch Pawlodar in der Premjer-Liga spielt.
Jirsák begann seine Karriere beim FC Hradec Králové. Er wechselte dann 2005 zum tschechischen Erstligisten FK Teplice, für den er 52 Erstligaspiele bestritt und dabei fünf Tore erzielte. 2007 ging er für eine Ablösesumme von 700.000 € zum polnischen Verein Wisła Krakau und bestritt in der Saison 2007/08 insgesamt 20 Spiele in der Ekstraklasa und schoss dabei zwei Tore und bereitete drei weitere vor. Sowohl in der Saison 2007/08, 2008/09 und 2010/11 wurde er polnischer Meister. Nachdem sein ausgelaufener Vertrag mit Wisła Krakau nicht verlängert worden war, unterschrieb er Anfang Juli 2012 einen 3-Jahres-Vertrag mit dem bulgarischen Erstligisten Botev Plovdiv. Während seiner Zeit bei Wisła Krakau brachte es Tomáš Jirsák auf 109 Spiele / 6 Tore in der polnischen Ekstraklasa, 10 Spiele / 3 Tore in der Młoda Ekstraklasa, 19 Spiele / 1 Tor im Polnischen Fußballpokal, 11 Spiele / 1 Tor im Polnischen Ligapokal, 1 Spiel / 0 Tore im Polnischen Supercup, 7 Spiele / 0 Tore in der UEFA-Champions-League-Qualifikation und 13 Spiele / 2 Tore in der UEFA Europa League. Insgesamt bestritt er somit 170 Spiele für Wisła Krakau, in denen er 13 Tore erzielte.
Jirsák absolvierte in seiner Karriere auch 22 Länderspiele für die tschechische U-21-Nationalmannschaft. Dabei erzielte er drei Treffer.